# 耿裕
耿裕（1430年—1496年），字好问，河南卢氏人，祖籍山西樂平（今昔陽縣）。明朝政治人物。耿九畴之子。
景泰五年（1454年）中进士。改庶吉士，授户科给事中，改工科。天順元年（1457年），改裕检讨。
后因父亲耿九畴被石亨陷害，耿裕也被贬为泗州判官。父亲死后，又补为定州知州。
成化元年（1465年），召复检讨，历任国子司业、祭酒。后又任吏部左侍郎、吏部右侍郎。
后又调至南京礼部，再转南京兵部参赞机务。
弘治元年（1488年），拜为礼部尚书。弘治九年（1496年）病故，葬于平定东关重兴坡。死后追赠太保，谥文恪。著有《耿裕集》。

## 延伸阅读
[在维基数据编辑]
 《國朝獻徵錄·卷之二十四》，出自焦竑《國朝獻徵錄》
 《明史卷一百八十三》，出自《明史》